# Guard rail

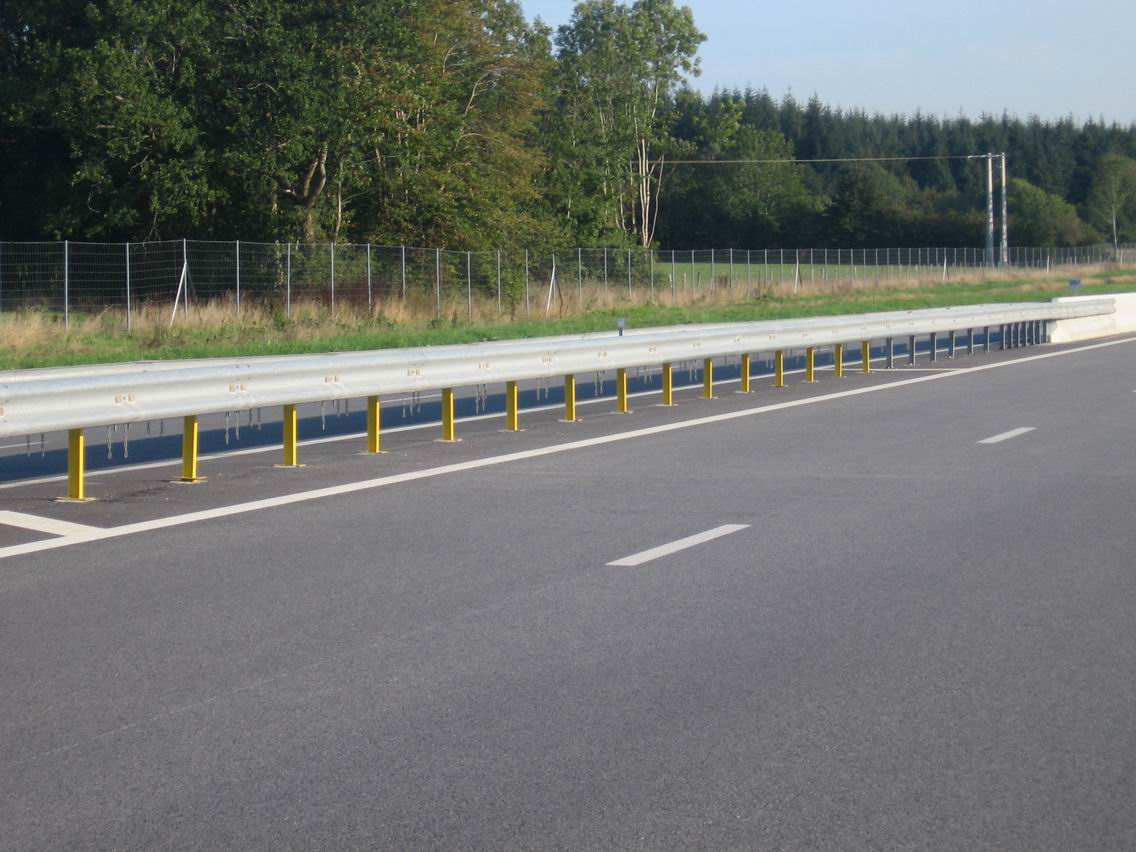
Guard rail usato come spartitraffico

Il guard rail o guardrail è un dispositivo di sicurezza e di ritenuta passiva atta a contenere i veicoli all'interno della strada e/o della carreggiata, con lo scopo di migliorare la sicurezza riducendo gli effetti degli incidenti dovuti a sbandamento.

## Terminologia
Quello di guard rail è un prestito linguistico dall'inglese che, soprattutto nel corso del XX secolo, si è provato a tradurre in lingua italiana con termini come "guardavia", "sicurvia", "guardastrada", "barriera di protezione", "barriera di sicurezza" o "barriera stradale", e anche con l'elvetismo "guidovia". Tuttavia nessuno di essi si è radicato nel parlare comune quanto l'originale termine inglese.

## Disposizione
Questa protezione viene posta esternamente rispetto alla carreggiata, in posizione centrale come spartitraffico (come alternativa alle barriere New Jersey) nelle strade a doppio senso di circolazione (autostrade, strade extra-urbane principali e secondarie se necessario) e sui margini di tutti i viadotti.

## Descrizione

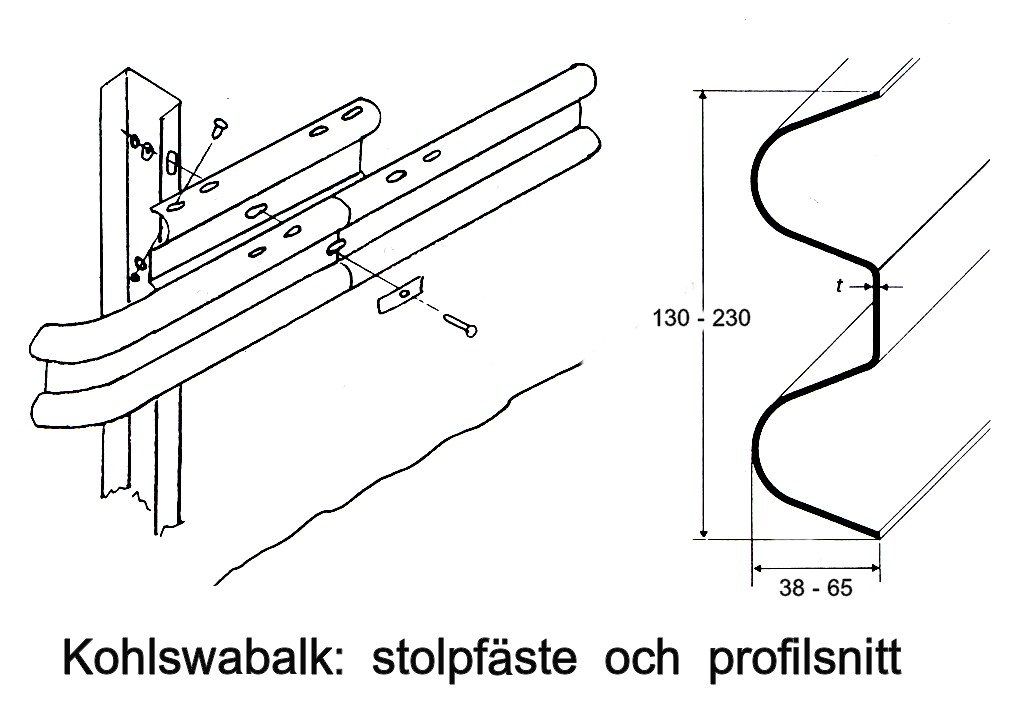
Esempio di guard rail bionda

Tale barriera è costituita da diversi montanti di materiale metallico ed è progettata in modo tale da sostenere un urto in modo anaelastico, evitando cosi che il veicolo che ha fatto un incidente, a causa di un urto elastico, rimbalzi invadendo la corsia opposta (se così fosse sarebbe un grave problema perché il veicolo invadendo l'altra corsia causerebbe gravi incidenti); questo sistema è efficace nel contenere urti con le macchine o i camion, ma risulta inefficace e pericoloso quando ad impattare è un motociclo con conseguenze gravi e talvolta fatali per il motociclista. I montanti in caso di urti ad alta velocità sono in grado di causare mutilazioni e talvolta anche la decapitazione e i nastri sono altrettanto pericolosi, a causa dei loro bordi taglienti, in grado di provocare gravi lacerazioni. Attualmente in alcuni paesi europei sono adottate soluzioni per aumentare la sicurezza nei confronti dei motociclisti e degli utenti della strada in generale.

## Critiche

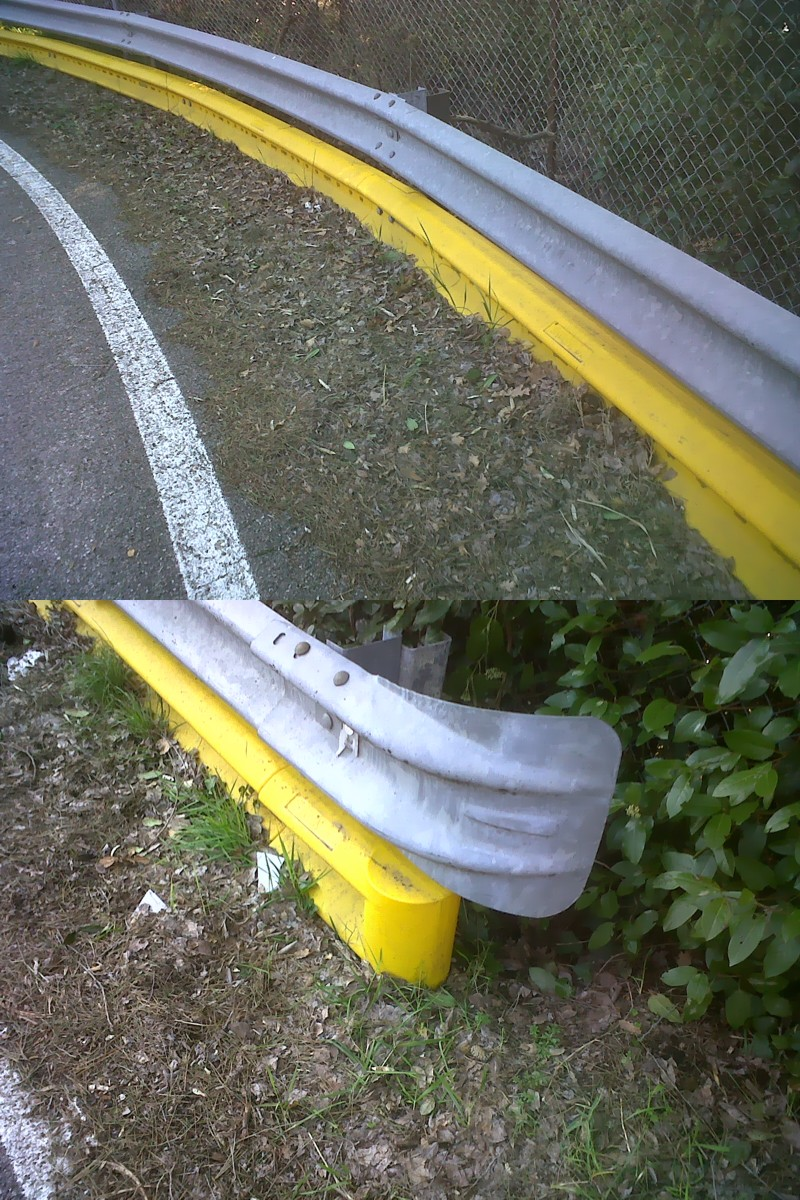
Barriere di contenimento con la barra per i motociclisti

Questo sistema è stato profondamente criticato per la sua pericolosità, causando più di una vittima, e per via della generale inadeguata progettazione dello stesso, che in alcuni casi ha portato alla condanna dei progettisti.
Esistono associazioni che combattono per la sicurezza delle strade e criticano aspramente tali barriere e forniscono informazioni di vario genere su questo dispositivo.
A seguito di diverse petizioni on-line e della Commissione Trasporti in Italia si sta svolgendo l'iter per aggiornare la protezione di tali barriere; anche secondo Maurizio Lupi, ex-Ministro dei Trasporti, il guard rail deve essere riadeguato.
Si sono rivelati pericolosi in modo particolare per i motociclisti, in quanto le lesioni mortali alla colonna vertebrale non avvengono durante l'impatto della moto, ma quando dopo l'urto il motociclista viene sbalzato dalla moto colpendo il guard-rail, i cordoli o altre barriere presenti ai lati della strada, che dovrebbero essere rimosse o sostituite con le meno invasive borchie plastiche.
Meno pericolosi sono i guard-rail a due barriere con una seconda protezione a distanza di circa 1 metro dal guard-rail, tale che la moto nemmeno ad alte velocità ha sufficiente forza per superare la prima barriera, che continua invece a proteggere quanti guidano un autoveicolo. La soluzione del guard-rail in legno o acciaio collegata un nastro bi-onda o tri-onda, protegge di più di quello piatto. Fra le varie proposte:
- inserire adeguati spazi di fuga, in terra o in sabbia, in grado di disperdere l'energia conseguente alla caduta;
- vietare le infrastrutture che presentano spigoli, lamiere taglienti o discontinuità in genere, con l'obiettivo di facilitare lo scivolamento in caso di impatto;
- rivestire la parte bassa del guard-rail di una barriera per motociclisti, in materiale plastico o gomma, che sono più deformabili durante l'urto;
- impiegare vernici ad aderenza migliorata per la segnaletica orizzontale. Specialmente in caso di pioggia, la maggior aderenza  garantita da queste vernici, riduce il rischio di slittamento delle ruote sulla superficie verniciata, concorrendo quindi a ridurre in maniera preventiva il numero di incidenti in prossimità del guard-rail. [Cosa c'entra con i guard rail?!]
- modificare il protocollo di omologazione EN 1317 standard europeo, inserendo crash test specifici per le moto, secondo quanto previsto dalla risoluzione n. 319/2010 del Consiglio di Europa. La moto è l'unico tipo di veicolo finora non considerato dalla normativa (l'esame a giugno 2011 è stato rinviato dal Comitato europeo di normazione dopo tre anni di lavori, e ridotto da proposta di protocollo a specifica tecnica).

## Produzione
Il 15 ottobre 2012 i principali produttori italiani sono stati sanzionati dall'Antitrust per un totale di oltre quaranta milioni di euro per avere costituito un cartello attraverso il consorzio Comast. Si tratta di Car Segnaletica Stradale, Ilva Pali Dalmine, Ilva Pali Dalmine Industries, Industria Meccanica Varricchio, Marcegaglia, Metalmeccanica Fracasso, San Marco S.p.A. – Industria Costruzioni Meccaniche, Steam Generators, Tubosider.